# Балабуха, Фёдор Алексеевич
Фёдор Алексеевич Балабуха (2 марта 1926, с. Высшетарасовка — 15 июня 1990, Луцк) — советский актёр. Народный артист Украинской ССР (1976).

## Биография
Родился в 1926 году в селе Высшетарасовка Днепропетровской области, Украинской ССР. Из крестьянской семьи до Революции батрачил у помещика, в Гражданскую войну воевал в составе Первой конной армии, после окончания войны работал на заводе «Коммунар» в Запорожье.
С началом Великой Отечественной войны семья не успела эвакуироваться. Отец ушел в подполье, был выдан провокатором и казнён фашистами, Фёдор арестовывался гестаповцами, но был отпущен. После освобождения Украины воевал в рядах РККА на 2-м Украинском фронте, был тяжело ранен и демобилизован. Награждён Орденом Отечественной войны II степени (1985).
В 1946 году окончил студию при Запорожском украинском музыкально-драматическом театре им. Щорса (преподаватель Владимир Магар).
Вначале работал художественным руководителем на заводе «Запорожсталь», затем в театрах: в 1947—1948 годах — Мелитопольском городском, в 1948—1950 годах — Херсонском передвижном, в 1950—1954 годах — Нежинский украинский драматический театр имени М. Коцюбинского.
В дальнейшем на протяжении 30 лет — в 1954—1983 годах — актёр Волынского театра им. Шевченко. 
В 1976 году удостоен звания Народный артист Украинской ССР. Также награждён медалями, Почётной Грамотой Президиума Верховного Совета Украинской ССР. Член КПСС с 1958 года.
Умер в 1990 году в Луцке.